# Al-Djadida
Al-Djadida o El-Djadida o Al Jadida o El Jadida (àrab: الجديدة, al-Jadīda), és una ciutat de la costa atlàntica del Marroc, a la província d'Al-Djadida, amb una població de 194.934 habitants el 2014 (20.000 habitants el 1912, 40.318 habitants el 1954 incloent més de 3.300 jueus). És el port principal de Marràqueix, que es troba a uns 180 km al sud. La ciutat és més coneguda pel seu antic nom de Mazagan, en portuguès Mazagão i en castellà Mazagán. L'antic nom musulmà és Al-Bridja o Al-Buraydja ('Petita fortalesa'). Els seus habitants portuguesos van emigrar el 1760 al Brasil, on van fundar Nova Mazagão a l'estat actual d'Amapá. La ciutat està a 9 km de la boca del uadi Umm Rabi (o Umm er-Rbia). El mercat de la Marta es troba a la part oest.
La ciutat fortificada està registrada com a Patrimoni de la Humanitat des de 2004. El més important de la ciutat són la cisterna (que tenia una capacitat per a subministrar aigua a la població durant tres mesos) i l'església de l'Assumpció, d'estil manuelí.
La seva activitat principal és agrícola i portuària; el port i les factories associades són altament contaminants.

## Història
Manzil Bashshu, una antiga localitat de la regió històrica del món araboislàmic d'Ifríqiya, correspon probablement a la moderna al-Djadida. Sota els aglàbides, era la capital de la província de Djazirat Sharik (cap Bon), esmentada també com a Djazirat Bashshu, que era una província especialment rica i fèrtil, segons la descripció del segle x d'Ibn Hàwqal. Al segle xi Abu-Ubayd al-Bakrí diu que hi havia un palau (Kasr Ibn Abi Ahmad), una gran mesquita, banys i tres places (rihab). Fou destruïda pel mallorquí Ali ibn Ishak ibn Ghaniya el 1186/1187. Al-Tidjani la va visitar el 1306/1307 i la va trobar abandonada i en ruïnes.
Es pensa que podria ser el Portus Rutubis de Plini i que apareix esmentada també per Claudi Ptolemeu. Probablement, no existia una vila sinó simplement un embarcador i segurament així va restar fins al segle xi. Abu-Ubayd al-Bakrí l'esmenta en aquest segle per primer cop amb el nom de Mazighan, que després refermà Al-Idrissí al segle xii. Un manuscrit del santó Mulay Abu Shuayb, del segle xii, també parla de Mazighan, que diu que era una vila de pescadors entre dos centres urbans que li feien ombra: Azammur i Tit. El port és assenyalat als portolans dels segles xiv i xv sota diversos noms: Mesegan (1339 i 1373), Mazegan (1367), Mazagem, i d'altres. A finals del segle xv vaixells portuguesos comerciaven en aquest port amb blat de la regió de Dukkala, que portaven a Portugal.
El 1502 un cavaller portuguès, Jorge de Mello, que navegava per l'estret de Gibraltar, fou desviat per una tempesta fins a Mazagan, on va desembarcar; els portuguesos es van refugiar en una torre, per por dels nadius, i finalment, passat un temps, van sortir i van retornar a Portugal. Allí Mello va convèncer el rei per edificar una fortalesa a la ciutat. Un privilegi reial de 21 de maig de 1505 donà a Mello la capitania del castell, que estava autoritzat a construir a costa seva a Mazagan. Els fets no tenen fonts contemporànies i són reculls del segle xviii, però semblen propers a la realitat.
No obstant això, Mello no va utilitzar el privilegi reial, ja que el 27 d'agost de 1513 el duc de Bragança, que acabava de conquerir Azemmour (o Azammur), va desembarcar a Mazagan i no hi va trobar cap fortalesa, excepte la vella torre (Al-Buraydja). Com que el port d'Azemmur era poc accessible, els portuguesos van decidir establir-se a Mazagan. La fortalesa, amb quatre torres, una a cada angle (una d'aquestes fou la vella torre ja existent), fou construïda el 1514 sota la direcció dels arquitectes Diogo i Francisco d'Arruda, i incloïa una gran sala la volta de la qual estava aguantada per 25 columnes, destinada probablement a acollir els tributs en productes agrícoles de les tribus de la rodalia, i que més tard va esdevenir cisterna.

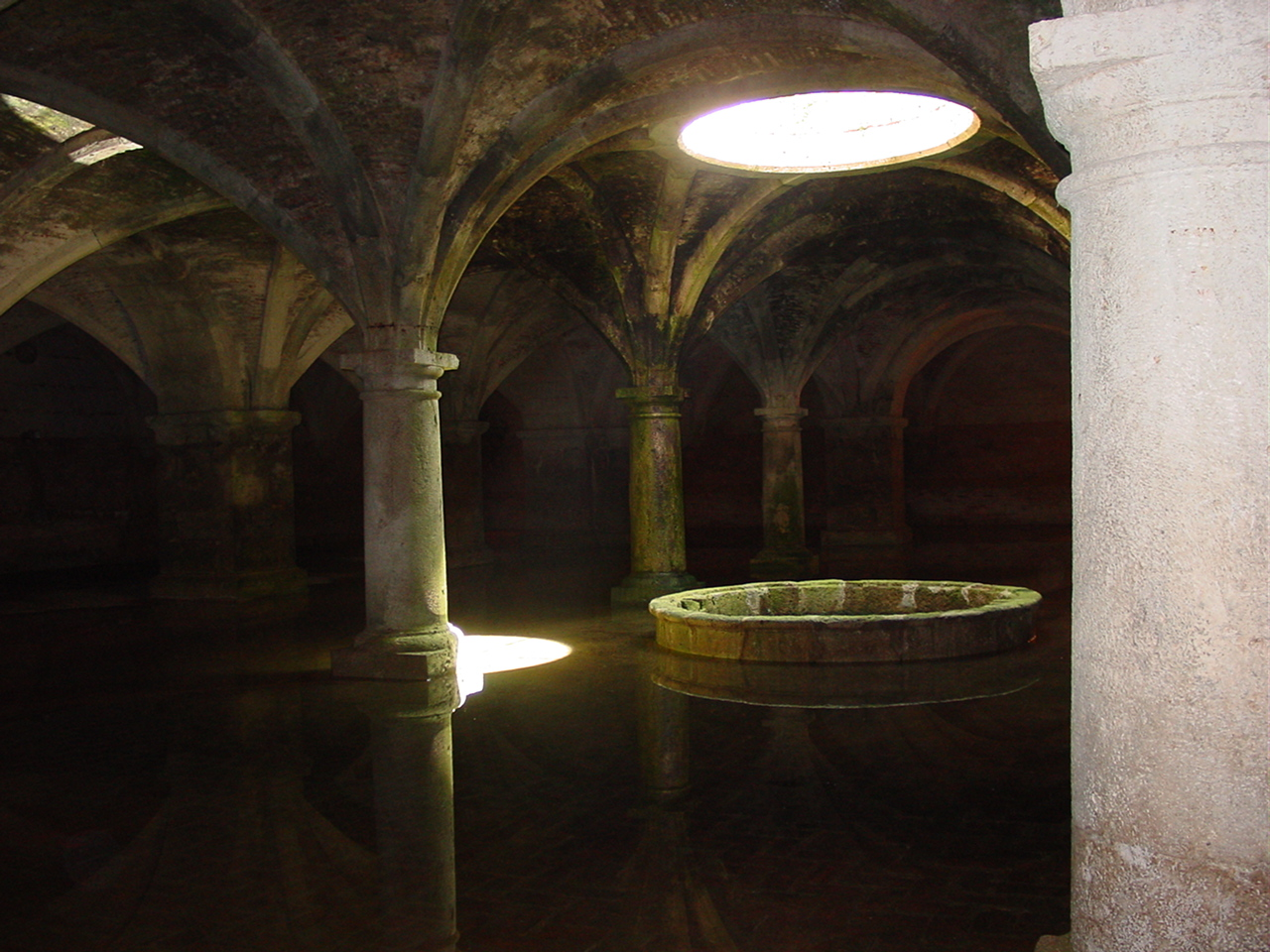
Cisterna manuelina a la fortalesa d'Al-Djadida

Durant el període de 1530 a 1540, les conquestes dels xerifs sadites i el moviment religiós i xenòfob que va comportar, van amenaçar les posicions portugueses. El 1540, el rei ja va pensar a abandonar-ne algunes, ja que en resultava massa car l'abastiment. El 12 de març de 1541, el xerif va ocupar Santa Cruz do Cabo de Gué i Joan III de Portugal va decidir evacuar Safi i Azemmur i concentrar les forces de la zona del sud del Marroc a Mazagan, que era la millor posició, la més fàcil de defensar i el millor port. Fou llavors quan es van ampliar les muralles, que van quedar com són actualment.
Durant dos segles, Mazagan fou una base de protecció de la ruta a l'Índia, un cap de pont portuguès per a una futura conquesta del Marroc si es donaven les condiciones favorables (que mai es van donar) i un reclam per obtenir del papa butlles de croada que aportaven a la corona alguns beneficis. Però la guarnició i la població no podien sortir de les muralles de la ciutat sense una escorta armada, ja que les tribus sempre estaven a l'aguait amenaçadores, i van establir a la rodalia dues fortaleses per mantenir bloquejada Mazagan: Fahs al-Zamuriyyin i Fahs Awlad Dhuwayyib (les seves ruïnes encara existeixen). La guarnició cada vegada estava més mal aprovisionada, i la fam, les malalties i les epidèmies l'afectaven greument, però estava protegida per les muralles, contra les quals les tribus no podien fer res. Tot i així, es van fer atacs importants, i en destaca el de 1562 dirigit per Muhammad (fill del soldà Abd Allah al-Ghalib, i mort més tard en la batalla de Kasr al-Kabir el 1578), que va assetjar la ciutat i la va atacar dues vegades, i fou rebutjat malgrat que la guarnició eren 2.600 soldats, i d'atacants uns 170.000. Al segle xvii, els governadors de la plaça van aconseguir fer aixecar el bloqueig i restablir els contactes de bon veïnatge amb les tribus, però això va enfurismar els radicals i el mudjahid Sidi Muhammad al-Ayyashi va atacar la ciutat el 1639, i va causar algunes pèrdues als portuguesos, encara que sense cap possibilitat de prendre-la.
El soldà Mulay Ismail, ocupat en el setge de Ceuta, no va provar mai seriosament de reconquerir Mazagan, però el seu net Sidi Muhammad ben Abd Allah va anar en persona a assetjar-la el gener de 1769. Va resistir durant cinc setmanes i, finalment, el rei Josep I de Portugal va enviar l'ordre d'evacuació. La guarnició no la volia complir, però finalment el governador va capitular en condicions honorables; la població i els soldats podien tornar a Portugal amb les seves armes, equips i béns. El 10 de març de 1769 van sortir els portuguesos, i després de marxar, van esclatar mines que van destruir part de la ciutat. Quan el soldà hi va entrar estava devastada, i encara que va fer els possibles per restaurar-la, no ho va aconseguir. Li va donar el nom d'Al-Mahduma ('La ruïnosa').
Finalment, la ciutat fou restaurada (durant el regnat de Sidi Muhammad ben Hisham) el 1240 de l'hègira (1824/1825) per Sidi Muhammad ben al-Tayyib, caid dels dukkala i de la Tamasna, que la va rebatejar Al-Djadida.
Fou ocupada pels francesos el 14 d'agost de 1907.

## Llista de governadors portuguesos
Capitans del 1505 a 1608, governadors 1608-1695 i governadors-capitans generals després
- 1505 - 1514, Jorge de Mello (probablement no ocupada)
- 1514 - > 1517, Martim Afonso de Melo
- 1517 - 1529, António Leite
- 1529 - 1534, desconegut
- 1534? - 154?, Luís de Loureiro
- vers 1541, João Gomes
- abans de 1552, desconegut
- 1552 - 1562, Àlvaro de Carvalho
- 1562 - vers 1572, Rui de Sousa Carvalho
- 1572- vers 1580, desconegut
- >1580, Francisco de Barros de Paiva
- vers 1583, Gil Fernandes de Carvalho
- 1583 - 1615, desconegut
- 1615 - 1619, Jorge Mascarenhas, marquês de Montalvão
- 1619-1623, desconegut
- vers 1623-1624, Bràs Telles
- 1624 - 1627, Gonçalo Coutinho
- 1627 - 1631, Francisco de Almeida
- vers 1631-1636, João da Silva Tello Meneses, comte d'Aveiras
- 1636 - 1640, Francesco Mascarenhas, comte de Castelho Novo
- 1640, Luísa Antónia de Velasco (interina)
- 1640 - vers 1642, Martim Correia da Silva
- vers 1642 - 1645, Rui de Moura Teles
- 1645 - 1648, João Luis de Vasconcelos e Meneses
- maig a juliol de 1648, Junta formada per António Dinis Barbosa, Gonçalo Barreto, i Gaspar Rodrigues Torres
- 1648-1652, desconegut
- 1652 - 1654, Nunho da Cunha da Costa
- 1654 - 1658, Alexandre de Sousa Freire
- 1658 - 1661, Francesco de Mendonça Furtado
- 1661 - 1667, Cristóvão de Melo
- 1667 - 1671, Martim Mascarenhas, comte de Santa Cruz
- 1671 - 1677, Marco de Noronha
- 1677 - 1681, Cristóvão de Almada
- 1681 - 1686, Bernardino de Tàvora de Sousa Tavares
- 1686 - 1691, Manuel de Sousa de Castro
- 1691 - 1692, Domingo de Matos
- 1692 - 1695, João Saldanha de Albuquerque
- 1695 - 1698, Luís Saldanha de Gama
- 1698 - 1702, Sancho de Faro e Sousa, comte de Vimieiros
- 1702 - 1705, Manuel de Sousa Tavares
- 1705 - 1713, Francisco de Melo e Castroç
- 1713 - 1719 Manuel Robin de Moura
- 1719 - 1724, Duarte Sodré Pereira
- 1724 - 1727, António de Miranda Henriques
- 1727 - 1734, João Jacopo Magalhães
- 1734/39 - 1745, Bernardino Pereira de Berredo
- 1745 - 1752, António Alvares da Cunha
- 1752 - 1759, José Leite de Sousa
- 1759 - 763, Joaquim Vasques da Cunha
- 1763 - 1769, Dinis Gregório de Melo Castro e Mendonça

## Personatges importants de la ciutat
- Driss Chraïbi (1926 – 2007)
- Nicola L

## Ciutats agermanades
- Vierzon, França
- Arenzano, Itàlia
- Tacoma, WA, Estats Units